# Grzegorz Markowski
Pour les articles homonymes, voir Markowski.
 (août 2018).
Si vous disposez d'ouvrages ou d'articles de référence ou si vous connaissez des sites web de qualité traitant du thème abordé ici, merci de compléter l'article en donnant les références utiles à sa vérifiabilité et en les liant à la section « Notes et références ».

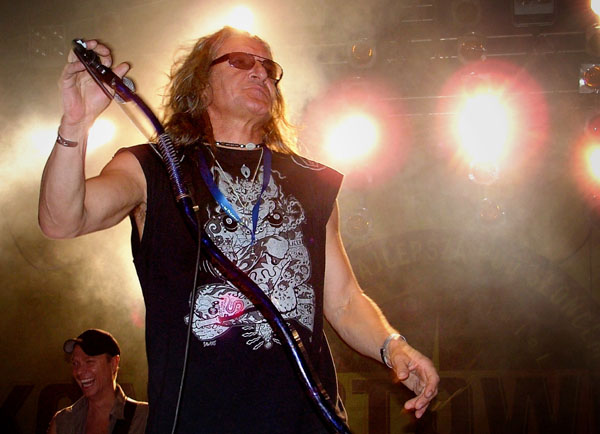
Grzegorz Markowski

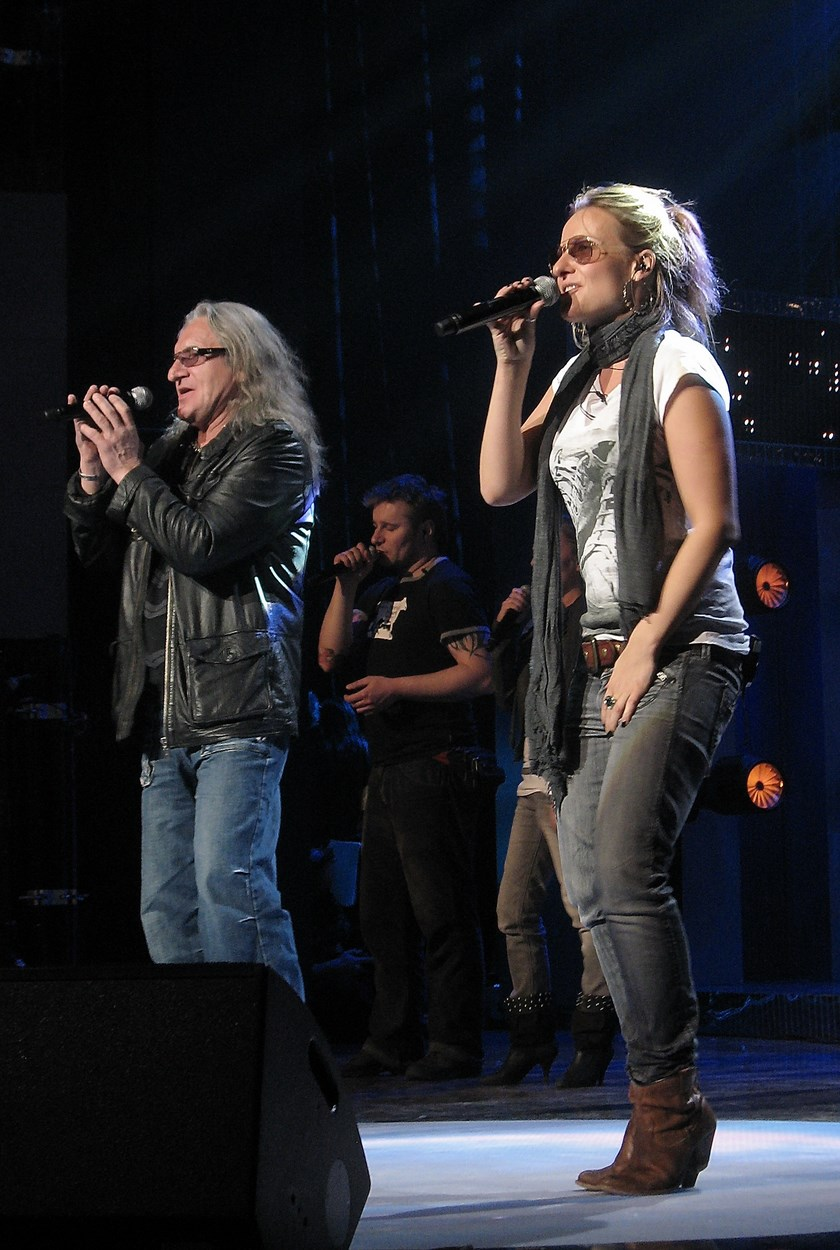
G.Markowski et sa fille sur scène Patrycja Markowska (2010)

Grzegorz Markowski, né le 23 septembre 1953, est un chanteur polonais.

## Filmographie
- 2005 : Solidarność, Solidarność
- 2001 : Córa marnotrawna
- 1986 : Maskarada
- 1984 : Miłość z listy przebojów

### Chansons de films
- 2006 : Fałszerze - powrót Sfory
- 2004 : RH+
- 2001 : Zostać miss
- 1998 : Spona
- 1998 : Ekstradycja 3
- 1988 : thème musical du film W labiryncie;
- 1984 : Miłość z listy przebojów
- 1976-1978 : thème musical du film 07 zgłoś się

## Discographie
- 1987 : Kolorowy telewizor
- 1997 : Moja i twoja nadzieja
- 2007 : Grube ryby